# Paneslavismo

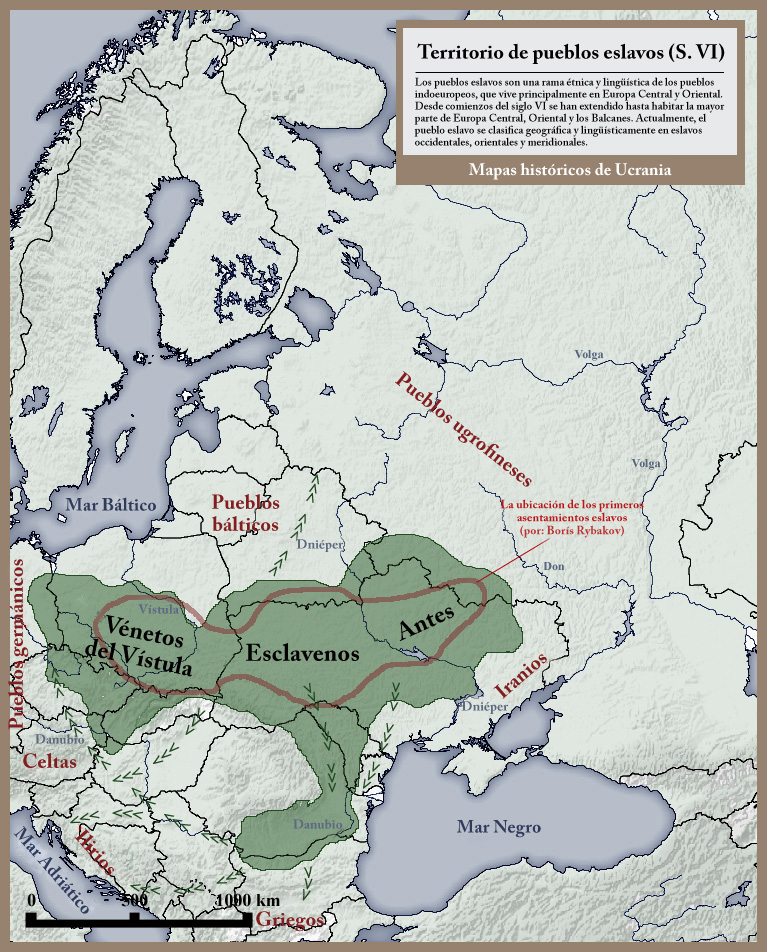
Pueblos eslavos,.

El paneslavismo (del griego pān-, todo, y Eslavia) es un movimiento político y cultural, nacido de una ideología nacionalista, surgido en el siglo XIX con el objetivo de promover la unión cultural, religiosa y política, así como la mutua cooperación, entre todos los países eslavos de Europa.

## Evolución
Este movimiento nació a principios del siglo XIX, provocando el surgimiento de otros movimientos como el panescandinavismo. El paneslavismo fue una ideología bastante influenciada por el romanticismo y el nacionalismo que predominaban en Europa a mediados del siglo XIX, y empezó a manifestarse como alternativa política en el Congreso Paneslavo de Praga de 1848, primera ocasión en que líderes políticos de países eslavos formularon las bases de este movimiento en el sentido de una oposición efectiva
contra el imperialismo de Austria.
Paulatinamente, el Imperio austrohúngaro combatió el paneslavismo dentro de sus dominios, al considerarlo una amenaza contra sus intereses estratégicos y políticos. El Imperio ruso mostró cierto interés en promover el paneslavismo pero el gobierno austriaco acusó permanentemente a Rusia de emplear dicha doctrina solo como pretexto para su propio expansionismo, en detrimento de Austria, alcanzando esta tensión su punto más álgido durante la guerra ruso-turca de 1877 y luego en la Crisis de Bosnia de 1908. 
Por su parte, la oposición total de Rusia a conceder alguna clase de autonomía al sector de Polonia que dominaba tras las particiones de dicho país causó que el paneslavismo fuese rechazado por la mayor parte de la opinión pública polaca (que igualaba el paneslavismo con la "rusificación").
Aun así, el paneslavismo consiguió su máximo apogeo tras la Primera Guerra Mundial, cuando el apoyo político de la Triple Entente y las doctrinas de Woodrow Wilson sobre la autodeterminación de los pueblos permitieron que las provincias eslavas disgregadas del Imperio otomano y de Austria-Hungría se unieran con el reino de Serbia para formar el "Reino de los Serbios, Croatas, y Eslovenos", después rebautizado como Yugoslavia (que significa literalmente "Eslavia del Sur"). De igual modo el paneslavismo promovió también que los checos y eslovacos antes sojuzgados por Austria fundaran Checoslovaquia en 1918.
Las pugnas y desconfianzas subsistieron entre pueblos eslavos, surgiendo desde 1930 graves tensiones políticas entre serbios y croatas dentro de Yugoslavia. Mientras tanto, tras la Revolución de Octubre el gobierno bolchevique instaurado en Rusia abjuró del nacionalismo paneslavo promovido por el régimen imperial pero pronto abrazó el expansionismo basado en el proyecto de "exportar la revolución" al resto de Europa, plan que se truncó tras la derrota bélica ante Polonia en 1920. Las disensiones entre pueblos eslavos por motivos políticos (entre serbios y croatas), cuestiones ideológicas (entre polacos y soviéticos), o motivos económicos (entre checos y eslovacos), perjudicaron progresivamente el paneslavismo como alternativa política en Europa Oriental. 
Tras la Segunda Guerra Mundial la URSS trató de emplear el paneslavismo como herramienta de propaganda para promover la mutua solidaridad ante sus satélites de cultura eslava en Europa Oriental, pero reduciendo el elemento nacionalista por cuanto había países ajenos a la cultura eslava que también estaban sujetos a la influencia soviética (como sucedía con Alemania Oriental, Hungría, y Rumania).

## Época contemporánea
Los movimientos anticomunistas surgidos en Europa Oriental tras las Revoluciones de 1989 y la disolución de la Unión Soviética dieron paso a movimientos nacionalistas que redujeron grandemente la influencia del paneslavismo como opción política, situación agravada por las feroces Guerras Yugoslavas de 1991 - 1995 que enfrentaron pueblos eslavos entre sí en una manifestación violenta de mutuo ultranacionalismo. En 1993 la pacífica disolución de Checoslovaquia en dos estados mostró el escaso atractivo que ejercía el paneslavismo entre los pueblos eslavos de Europa Central. 
A la fecha, el paneslavismo todavía cuenta con adherentes que lo promueven activamente en Rusia, Ucrania, Serbia, y Bulgaria, pero tiene muy escasos simpatizantes en otros países como Polonia, República Checa, Eslovenia o Croacia. En general, el paneslavismo es asociado a la iglesia ortodoxa, lo que provoca el rechazo entre los adherentes a otras confesiones cristianas, como el catolicismo, que lo identifican con el imperialismo ruso.